# Bailey Jay
Bailey Jay (Virginia, 5 de noviembre de 1988) es una modelo de glamour y actriz pornográfica transexual estadounidense. Se hizo famosa rápidamente gracias al meme Line Trap durante el evento Otakon '07. Tiempo después empezó una carrera en la moda y en la pornografía.

## Line Trap
Line Trap, traducible al español como Trampa de cola, es un famoso meme que fue iniciado en el sitio 4chan en Estados Unidos en 2007. Este fenómeno consiste en un vídeo y un grupo de fotos sobre la transexual adolescente Bailey Jay. El fenómeno Line Trap se inició en la convención de anime Otakon '07. Durante la espera, una adolescente llamada Bailey Jay Griffin, según su página oficial de Facebook, saltó de la fila y se quitó la blusa enseñando el pecho, y entonces los jóvenes espectadores empezaron a gritar Trap, Trap, Trap (una referencia a la histórica frase de la película Star Wars, It's A Trap). Al acercarse un coordinador del evento, Granger le soltó: ...It's okay, I'm a boy! Seriously... (No pasa nada, soy un chico. De verdad...).
Durante el transcurso del evento, varias fotos y videos del incidente se filtraron por Internet, y en especial en el sitio de subida de fotos 4chan, creando una broma práctica basada en el aspecto femenino de Bailey Jay.

## Carrera
Debutó en la industria pornográfica en 2010, a la edad de 22 años. Consiguió alzarse en los Premios AVN en 2011 y 2012 con el galardón a la Artista transexual del año.
En 2016 volvió a estar nominada en los AVN en la categoría de Mejor escena de sexo transexual por la película Trans Lesbians.
Además de su faceta como actriz porno, Bailey Jay también se dedica a subir diversos podcasts. Codirige el pódcast The Bailey Jay Show junto a su marido, el fotógrafo Matthew Terhune; el pódcast The Trans Witching Hour with Bailey Jay; el pódcast de temas de horror y miedo Blood Lust with Bailey Jay; y otro sobre temas de transgénero y transexualidad llamado Sugar and Spice, copresentado con Jen Richards en la web We Happy Trans.
Algunos de los trabajos destacados de su filmografía son She-Male Police, Carbongirl, Transsexual Superstars - Bailey Jay, Next She-Male Idol 2, She-Male Idol - The Auditions 2, o She-Male XTC 7.

## Premios y nominaciones
| Año  | Ceremonia                  | Resultado | Premio                                       | Trabajo        |
| ---- | -------------------------- | --------- | -------------------------------------------- | -------------- |
| 2011 | Premios AVN                | Ganadora  | Artista transexual del año                   | —              |
| 2012 | Premios AVN                | Ganadora  | Artista transexual del año                   | —              |
| 2012 | Nightmoves                 | Nominada  | Best Transexual Performer                    | —              |
| 2012 | Tranny Awards              | Nominada  | Best Internet Personality                    | —              |
| 2012 | Premios XBIZ               | Nominada  | Artista transexual del año                   | —              |
| 2013 | The Fannys                 | Nominada  | Transsexual Performer of the Year            | —              |
| 2013 | Tranny Awards              | Nominada  | Best Internet Personality                    | —              |
| 2015 | Transgender Erotica Awards | Nominada  | Best Solo Performer                          | —              |
| 2015 | Transgender Erotica Awards | Nominada  | Best Solo Website                            | —              |
| 2015 | Transgender Erotica Awards | Nominada  | Best Internet Personality                    | —              |
| 2016 | Premios AVN                | Nominada  | Estrella mainstream del año                  | —              |
| 2016 | Premios AVN                | Nominada  | Mejor escena de sexo transexual              | Trans Lesbians |
| 2016 | Premios AVN                | Ganadora  | Premio de los fanes: Mejor actriz transexual | —              |
| 2017 | Premios AVN                | Nominada  | Premio fan: Estrella mediática               | —              |